# Parepisparis punicea
Parepisparis punicea är en fjärilsart som beskrevs av Felder 1875. Parepisparis punicea ingår i släktet Parepisparis och familjen mätare. Inga underarter finns listade i Catalogue of Life.